# Lutf Ali Khan Zand
Lutf Ali Khan Zand o Loft Ali Khan (1769-1794) fou el darrer sobirà de la dinastia persa dels zand. Era fill de Djafar Khan Zand i net de Sadik Khan Zand (germà del fundador de la dinastia Karim Khan Zand).
Durant el regnat del seu pare va sotmetre Laristan i Kirman i per darrer cop va entrar a la que havia estat capital safàvida, Esfahan, però es va veure obligat a retirar-se al cap de poc a Siraz.
A la mort del seu pare el 1789 en un cop d'estat dirigit per Said Murad Khan Zand, Luft Ali va fugir a Bushire on va rebre el suport del governador local xeic Nasir, amb el suport del qual va avançar cap a Siraz on l'ajut d'una cinquena columna a l'interior que li era fidel, dirigida pel kalantar Hadjdji Ibrahim, li va permetre ocupar la ciutat i derrotar els colpistes.
Luft era d'un caràcter amable i alegre, queia simpàtic a tothom, i encara més en contrast amb el seu pare que era cruel i pèrfid, i fou ben acollit pel poble. Encara que derrotat pels qajars va mantenir Siraz contra l'atac d'aquestos.
El 1790 va atacar sense èxit Kerman i el 1791 va avançar cap a Esfahan, però fent cas a rumors malintencionats sobre l'influent Hadjdji Ibrahim, es va emportar al fill d'aquest com a ostatge. El kalantar va arrestar als oficials de Luft Ali que havien quedat a Siraz i va agafar el comandament de la guarnició i el seu germà, que estava en l'exèrcit de Luft Ali, va fomentar un motí que va obligar el jove sobirà a refugiar-se a Siraz amb només 300 homes, trobant les portes tancades i que els seus partidaris havien abandonat la ciutat.
Va fugir cap a Bushire on va comprovar que el fill i successor de Nasir s'havia declarat per Hadjdji Ibrahim, però va poder reclutar algunes tropes amb les que va derrotar les forces enviades contra ell des de Siraz i dels qajars. Hadjdji Ibrahim va convidar al cap qajar Agha Muhammad Khan a ocupar Siraz i aquest hi va enviar un exèrcit de 40.000 homes. La reduïda cavalleria de Luft Ali va derrotar a l'avantguarda d'Agha Muhammad i va estar a punt a la nit de conquerir el campament principal.
El 1792 Agha Muhammad entrava a Siraz i Luft Ali va haver de fugir organitzant accions de guerrilla des de bases temporals a tot els sud-oest de l'Iran. Els caps locals de Tabas i de Narmashir li van donar successivament el seu suport i per dues vegades va poder ocupar Kerman. El 1794 per una traïció, l'exèrcit qajars fou introduït dins la ciutat, que ja portava assetjada quatre mesos, i Luft Ali va poder fugir al darrer moment a Bam. Agha Muhammad va exercir a Kerman ferotges represàlies contra la població que havia donat suport a Luft Ali.
El governador de Bam va entregar a Luft Ali a Agha Muhammad, que el va fer cegar, violar i castrar i després el va portar a Teheran on el va executar el novembre de 1794. La seva valentia i resistència a l'opressió va causar l'admiració d'europeus i perses.